# Nazewnictwo gwiazd zmiennych
Nazewnictwo gwiazd zmiennych – stały, ogólnoświatowy sposób nadawania nazw kolejno odkrytym gwiazdom zmiennym.
Międzynarodowa Unia Astronomiczna (IAU) powołała komisję, która zajmuje się nadawaniem nazw gwiazdom zmiennym. Nazwy są nadawane według kolejności, w jakiej gwiazdy zmienne zostały odkryte w konkretnym gwiazdozbiorze. Jeśli gwiazda posiadała wcześniej nadaną nazwę oznaczoną literą alfabetu greckiego, będzie ona dalej nazywana w ten sposób. Jeśli nie posiada ona takiej nazwy, otrzymuje w kolejności literę R, S i dalej do litery Z oraz dopełniacz łacińskiej nazwy gwiazdozbioru, w którym się znajduje. Następne gwiazdy otrzymywały oznaczenia od RR, RS do RZ, dalej SS do SZ, TT do TZ aż do ZZ. W dalszej kolejności nazwy nadawano od AA, AB do QZ, jednak z każdorazowym pominięciem litery J. Ten sposób nazewnictwa pozwala na nadanie 334 nazw dla każdej konstelacji. Ponieważ w Drodze Mlecznej odkryto ponad 40 000 gwiazd zmiennych oraz kolejnych kilka tysięcy gwiazd podejrzewanych jako zmienne, koniecznym okazało się wyznaczenie dodatkowego nazewnictwa. Dlatego po nazwach QZ kolejnym gwiazdom zmiennym nadawano nazwy V335, V336 i dalej, ponieważ 334 nazwy zostały nadane już wcześniej według przyjętej nomenklatury. Ten sposób nazewnictwa gwiazd zmiennych jest już nieograniczony i służy do pełnej identyfikacji gwiazdy.
Ten system nazewnictwa zainicjował Friedrich Argelander. Nadawanie nazw od wielkiej litery R rozpoczął z dwóch powodów: małe litery oraz pierwsza część wielkich liter alfabetu została wcześniej wykorzystana dla innych oznaczeń, pozostawiając wolne ostatnie litery alfabetu, a także uważał, że zmienność gwiazd jest zjawiskiem rzadkim i z pewnością nie zostanie odkrytych więcej niż 9 gwiazd zmiennych w jakiejkolwiek konstelacji. Powód, dla którego litera J została pominięta w tej nomenklaturze pozostaje nieznany.
Przykładami nazw gwiazd zmiennych są R Coronae Borealis (R CrB), RR Lyrae (RR Lyr), KY Cygni (KY Cyg) czy V838 Monocerotis (V838 Mon).